# Belgischer Fußballpokal 2019/20
Der Belgische Fußballpokal 2019/20 begann am 28. Juli 2019 mit den ersten Vorrundenspielen. Ursprünglich sollte der Wettbewerb mit einem Finalspiel am 22. März 2020 in Brüssel enden. Dieser Termin wurde jedoch aufgrund der COVID-19-Pandemie auf den 1. August 2020 verschoben. Insgesamt nehmen 311 Mannschaften teil.

## Modus
Der Pokalsieger des Jahres 2018/19, KV Mechelen, wurde am 1. Juni 2019 vom Beschwerdeausschuss der Belgischen Fußballunion wegen einer Spielmanipulation bei der Begegnung gegen Waasland-Beveren am 11. März 2018 in der Ersten Division aus dem diesjährigen Pokalwettbewerb ausgeschlossen.
Die Entscheidung wurde nach Widerspruch von Mechelen am 17. Juli 2019 durch das belgische Schiedsgericht für den Sport bestätigt.
Die ersten beiden Runden wurden am 2. Juli 2019 gemeinsam ausgelost. In der ersten Runde spielten 224 Vereine, 160 aus den Provinzklassen und 64 aus der dritten Amateur-Division. In der zweiten Runde kamen zu den 112 Siegern aus der ersten Runde weitere 48 Vereine aus der zweiten Amateur-Division dazu.
Die dritte bis fünfte Runde wurden am 29. Juli 2019 gemeinsam ausgelost.
Der belgische Fußballverband hatte geplant, diese Auslosung ohne Besonderheiten durchzuführen. Der Ausschluss von Mechelen sollte erst im Sechzehntelfinale berücksichtigt werden. Nach Einwänden der Pro League-Vereinigung, der Vereinigung der Vereine der Divisionen 1A und 1B wurde dagegen nachfolgende Regelung gefunden. Die Vereinigung wies darauf hin, dass sie durch den Belgischen Fußballverband ab dem Sechzehntelfinale mit der Organisation des Croky Cups beauftragt ist.
Zu den 80 Gewinnern der 2. Runde kamen in der 3. Runde die 16 Vereine der ersten Amateur-Division dazu. Entsprechend wären bei 96 Vereinen 48 Spiele auszulosen gewesen.
Wegen des Ausschlusses von Mechelen erhielten hier vier Vereine ein Freilos, so dass nur 46 Spiele ausgetragen wurden. Es kamen aber 50 Vereine weiter. In der 4. Runde kamen keine weiteren Vereine dazu, so dass in 50 Spielen 25 Vereine weiterkamen. In der 5. Runde kamen zu diesen 25 Vereinen sieben Vereine der 2. Division dazu. Durch Losentscheid wurde aus den Reihen der Zweitligisten Royale Union Saint-Gilloise bestimmt, der anstelle von Mechelen erst in dem Sechzehntelfinale zu starten brauchte. Das ergab 32 Vereine, die 16 Spiele bestritten.
Seit dem Sechzehntelfinale waren auch die restlichen Vereine der 1. Division (sowie Union Saint-Gilloise anstelle von Mechelen) am Spielgeschehen des belgischen Pokals beteiligt. Dabei befanden sich diese 16 Vereine in einem Lostopf; die 16 Sieger der 5. Runde im anderen. Paarungen zwischen Vereinen der ersten Division waren somit ausgeschlossen.
Mit Ausnahme der Halbfinale werden alle Begegnungen in nur einer Partie ausgespielt. Steht es nach 90 Minuten unentschieden, folgen eine Verlängerung und gegebenenfalls ein Elfmeterschießen. Im Halbfinale gibt es auch Rückspiele. Haben beide Mannschaften nach dem Rückspiel gleich viele Tore erzielt, gilt die Auswärtstorregel, bei gleicher Anzahl auswärts erzielter Tore folgen eine Verlängerung und gegebenenfalls ein Elfmeterschießen.

## Sechzehntelfinale
Das Sechzehntelfinale wurde am 26. August 2019 ausgelost.
| Datum              |                                | Ergebnis              |                           |
| ------------------ | ------------------------------ | --------------------- | ------------------------- |
| 24. September 2019 | Cercle Brügge                  | 0:1                   | Union sport rebecquoise A |
| 24. September 2019 | KSK Ronse A                    | 0:3                   | KRC Genk                  |
| 24. September 2019 | Waasland-Beveren               | 3:4                   | KVC Westerlo 1B           |
| 25. September 2019 | Francs Borains A               | 0:3                   | FC Brügge                 |
| 25. September 2019 | Royal Cappellen FC A           | 0:0 n. V. (3:5 i. E.) | KAS Eupen                 |
| 25. September 2019 | K Beerschot VA 1B              | 2:3 n. V.             | RSC Anderlecht            |
| 25. September 2019 | SV Zulte Waregem               | 4:2                   | KFC Duffel A              |
| 25. September 2019 | Rupel Boom FC A                | 2:3                   | Sporting Charleroi        |
| 25. September 2019 | Royale Union Saint-Gilloise 1B | 3:0                   | RCS Verlaine A            |
| 25. September 2019 | RFC Seraing A                  | 1:3                   | KV Kortrijk               |
| 25. September 2019 | VV St. Truiden                 | 2:0 n. V.             | Oud-Heverlee Löwen 1B     |
| 25. September 2019 | Eendracht Aalst A              | 0:4                   | KAA Gent                  |
| 25. September 2019 | FC Izegem-Ingelmunster A       | 0:2                   | KV Ostende                |
| 25. September 2019 | KFC Dessel Sport A             | 0:1                   | Royal Excel Mouscron      |
| 26. September 2019 | Royal Antwerpen                | 4:2 n. V.             | Sporting Lokeren 1B       |
| 26. September 2019 | Standard Lüttich               | 2:1                   | Lommel SK 1B              |

Lediglich zwei Vereine aus der Division 1B und mit Union sport. rebecquoise ein Verein aus der 2. Division der Amateure kamen im Sechzehntelfinale weiter.

## Achtelfinale
Das Achtelfinale wurde am 26. September 2019 ausgelost. Die Spiele fanden zwischen dem 3. und 5. Dezember 2019 statt. Die genauen Spieltermine wurden am 7. Oktober festgelegt.
| Datum            |                                | Ergebnis              |                            |
| ---------------- | ------------------------------ | --------------------- | -------------------------- |
| 3. Dezember 2019 | Royal Antwerpen                | 3:3 n. V. (4:3 i. E.) | KRC Genk                   |
| 4. Dezember 2019 | SV Zulte Waregem               | 3:0                   | VV St. Truiden             |
| 4. Dezember 2019 | KV Kortrijk                    | 2:1                   | KAS Eupen                  |
| 4. Dezember 2019 | Standard Lüttich               | 3:0                   | Union sport. rebecquoise A |
| 4. Dezember 2019 | Royale Union Saint-Gilloise 1B | 0:0 n. V. (4:1 i. E.) | KVC Westerlo 1B            |
| 4. Dezember 2019 | KV Ostende                     | 1:1 n. V. (2:4 i. E.) | FC Brügge                  |
| 4. Dezember 2019 | Sporting Charleroi             | 1:0                   | KAA Gent                   |
| 5. Dezember 2019 | Royal Excel Mouscron           | 2:3                   | RSC Anderlecht             |

## Viertelfinale
Das Viertelfinale wurde am 5. Dezember 2019 ausgelost. Die Spiele fanden zwischen dem 17. und 19. Dezember 2019 statt. Die genauen Spieltermine wurden am 6. Dezember festgesetzt.
| Datum             |                                | Ergebnis |                    |
| ----------------- | ------------------------------ | -------- | ------------------ |
| 17. Dezember 2019 | SV Zulte Waregem               | 2:0      | Sporting Charleroi |
| 18. Dezember 2019 | Royale Union Saint-Gilloise 1B | 0:1      | KV Kortrijk        |
| 18. Dezember 2019 | Standard Lüttich               | 1:3      | Royal Antwerpen    |
| 19. Dezember 2019 | RSC Anderlecht                 | 0:2      | FC Brügge          |

## Halbfinale
Das Halbfinale wurde am 19. Dezember 2019 ausgelost. Die Hinspiele fanden am 22. und 23. Januar 2020 und die Rückspiele am 5. und 6. Februar 2020 statt. Die genauen Spieltermine wurden am 20. Dezember 2019 festgesetzt.
| Datum                      |                 | Gesamt |                  | Hinspiel | Rückspiel |
| -------------------------- | --------------- | ------ | ---------------- | -------- | --------- |
| 22. Januar/5. Februar 2020 | FC Brügge       | 3:2    | SV Zulte Waregem | 1:1      | 2:1       |
| 23. Januar/6. Februar 2020 | Royal Antwerpen | 2:1    | KV Kortrijk      | 1:1      | 1:0       |

## Finale
Am 7. Februar 2020 wurde ausgelost, welche Verein als Heimmannschaft gilt. Der ursprüngliche Termin (22. März 2020) wurde am 12. Februar 2020 festgelegt.
| FC Brügge                                                              | FC Brügge | Royal Antwerpen | Royal Antwerpen |
| ---------------------------------------------------------------------- | --- | --- | --------------- |
| FC Brügge                                                              | \| 1. August 2020 um 20:30 Uhr (MESZ) in Brüssel (König-Baudouin-Stadion) \| \| Ergebnis: 0:1 (0:0) \| \| Zuschauer: Unter Ausschluss der Öffentlichkeit \| \| Schiedsrichter: Nicolas Laforge \| \| Spielbericht \|                                                 | \| 1. August 2020 um 20:30 Uhr (MESZ) in Brüssel (König-Baudouin-Stadion) \| \| Ergebnis: 0:1 (0:0) \| \| Zuschauer: Unter Ausschluss der Öffentlichkeit \| \| Schiedsrichter: Nicolas Laforge \| \| Spielbericht \|                            | Royal Antwerpen |
| FC Brügge                                                              | Simon Mignolet – Clinton Mata, Simon Deli, Brandon Mechele – Krépin Diatta, Ruud Vormer , Hans Vanaken, Éder Balanta (75. Mats Rits) – Eduard Sobol (72. Siebe Schrijvers) – Charles De Ketelaere, David Okereke (52. Youssouph Badji) Cheftrainer: Philippe Clement | Davor Matijaš – Ritchie De Laet, Junior Pius, Abdoulaye Seck – Aurélio Buta, Martin Hongla, Faris Haroun , Simen Juklerød – Lior Refaelov (90.+1' Bruny Nsimba), Dieumerci Mbokani, Didier Lamkel Zé (90. Ivo Rodrigues) Cheftrainer: Ivan Leko | Royal Antwerpen |
| FC Brügge                                                              | 0:1 Nikola Storm (25.) | | Royal Antwerpen |
| FC Brügge                                                              | Éder Balanta (39.), Eduard Sobol (59.), Mats Rits (76.), Ruud Vormer (90.+8') | Junior Pius (32.), Davor Matijaš (82.), Faris Haroun (90.+8') | Royal Antwerpen |
| 1. August 2020 um 20:30 Uhr (MESZ) in Brüssel (König-Baudouin-Stadion) | | |                 |
| Ergebnis: 0:1 (0:0)                                                    | | |                 |
| Zuschauer: Unter Ausschluss der Öffentlichkeit                         | | |                 |
| Schiedsrichter: Nicolas Laforge                                        | | |                 |
| Spielbericht                                                           | | |                 |

## Auswirkungen der Corona-Pandemie
Nachdem ab 5. März 2020 auch in Belgien COVID-19-Erkrankungen vermehrt auftraten, beschloss Pro League am Vormittag des 12. März 2020 nach Beratungen mit Experten, das für den 22. März 2020 geplante Pokalfinale auf einen noch nicht bestimmten Termin zu verlegen.
Am 19. März 2020 entschied der belgische Fußballverband nach Beratungen mit den regionalen Verbänden für den Amateursport und Pro League, dass bis einschließlich 30. April 2020 keine Profi-Spiele in Belgien stattfinden.
Weil der nationale Sicherheitsrat am 6. Mai 2020 alle Sportveranstaltungen bis 31. Juli 2020 (auch ohne Zuschauer) verboten hatte und die UEFA die Meldung der Europa-League-Teilnehmer in der Saison 2020/21 bis zum 3. August 2020 erwartete, beschloss die Generalversammlung aller Vereine der Pro League am 15. Mai 2020, das Pokalfinale als Geisterspiel am 1. oder 2. August 2020 auszutragen. Sollte dies nicht möglich sein, würden die belgischen Teilnehmer für die Europa League nach der Abbruchtabelle der Division 1A ermittelt.
Nach Absprache mit den lokalen Behörden wurde dann der 1. August 2020 als neuer Termin des Pokalfinales festgelegt. Obwohl zwischenzeitlich die Einschränkungen gelockert wurden, fand es ohne Zuschauer statt. Dabei sollten nur die Spieler des Kaders für die Saison 2020/21 spielberechtigt sein. Dies wurde Mitte Juni 2020 von der FIFA untersagt. Spielberechtigt war nur der Kader der Saison 2019/20, sofern der Spieler auch am 1. August 2020 einen Vertrag mit dem Verein hatte.